# 约斯塔·弗伦德福什
约斯塔·弗伦德福什（瑞典語：Gösta Frändfors，1915年11月25日—1973年8月8日），瑞典男子摔跤运动员。他曾代表瑞典参加1936年和1948年夏季奥林匹克运动会摔跤比赛，共获得一枚银牌和一枚铜牌。